# Topelius et les enfants
Topelius et les enfants  (en finnois : Topelius ja lapset) est une statue érigée dans le quartier de Kaartinkaupunki à Helsinki en Finlande.

## Description
Topelius et les enfants est un mémorial dédié à Zacharias Topelius érigé dans le parc Koulupuistiko de l'Église Saint-Jean d'Helsinki. 
Le parc est bordé par les rues Korkeavuorenkatu, Merimiehenkatu, Yrjönkatu et Ratakatu. 
La sculpture est l'œuvre de Ville Vallgren et a été érigée en 1932.
Le monument représente Zacharias Topelius entouré d'enfants, de la même manière qu'Emil Wikström dans la statue commémorative qu'il a réalisée à Vaasa en 1915. 
Le monument de Koulupuisto représente un art sculptural détendu et traditionnel, comme beaucoup de sculptures de Ville Vallgren du début du XXe siècle.

## Histoire
L'histoire de la création de la sculpture n'est pas aussi calme. 
Les monuments en l'honneur de Zacharias Topelius ont suscité une controverse à la fin des années 1920. 
La société de littérature suédoise organisa un concours pour le monument en 1928, qui fut remporté par Gunnar Finne avec l'œuvre Taru ja totuus (fable et vérité).
Cependant, Zacharias Topelius espérait un monument mieux adapté au style de ses œuvres, représentant un réalisme idéal. 
Maila Talvio (fi) a lancé une collection citoyenne, à la suite de laquelle la sculpture de Ville Vallgren, initialement destinée à servir de monument funéraire à Zacharias Topelius, a été coulée en bronze.
La statue a été inaugurée solennellement le 13 mai 1932 par le président Pehr Evind Svinhufvud lors d'une cérémonie accompagnée de chants choraux et d'une procession festive.
Le dévoilement plus modeste de Taru ja totuus n'aura eu lieu qu'en octobre de la même année.

## Galerie

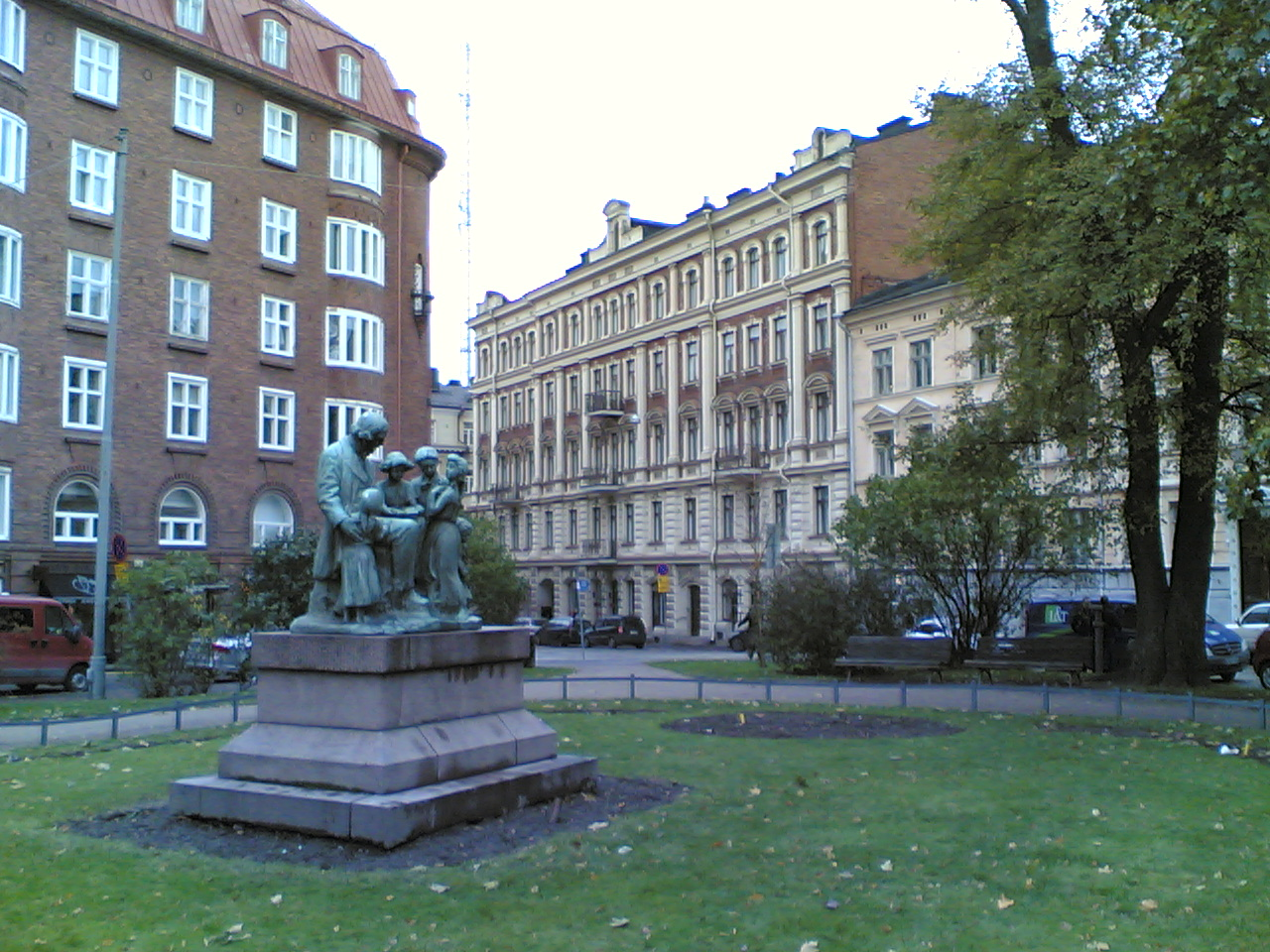
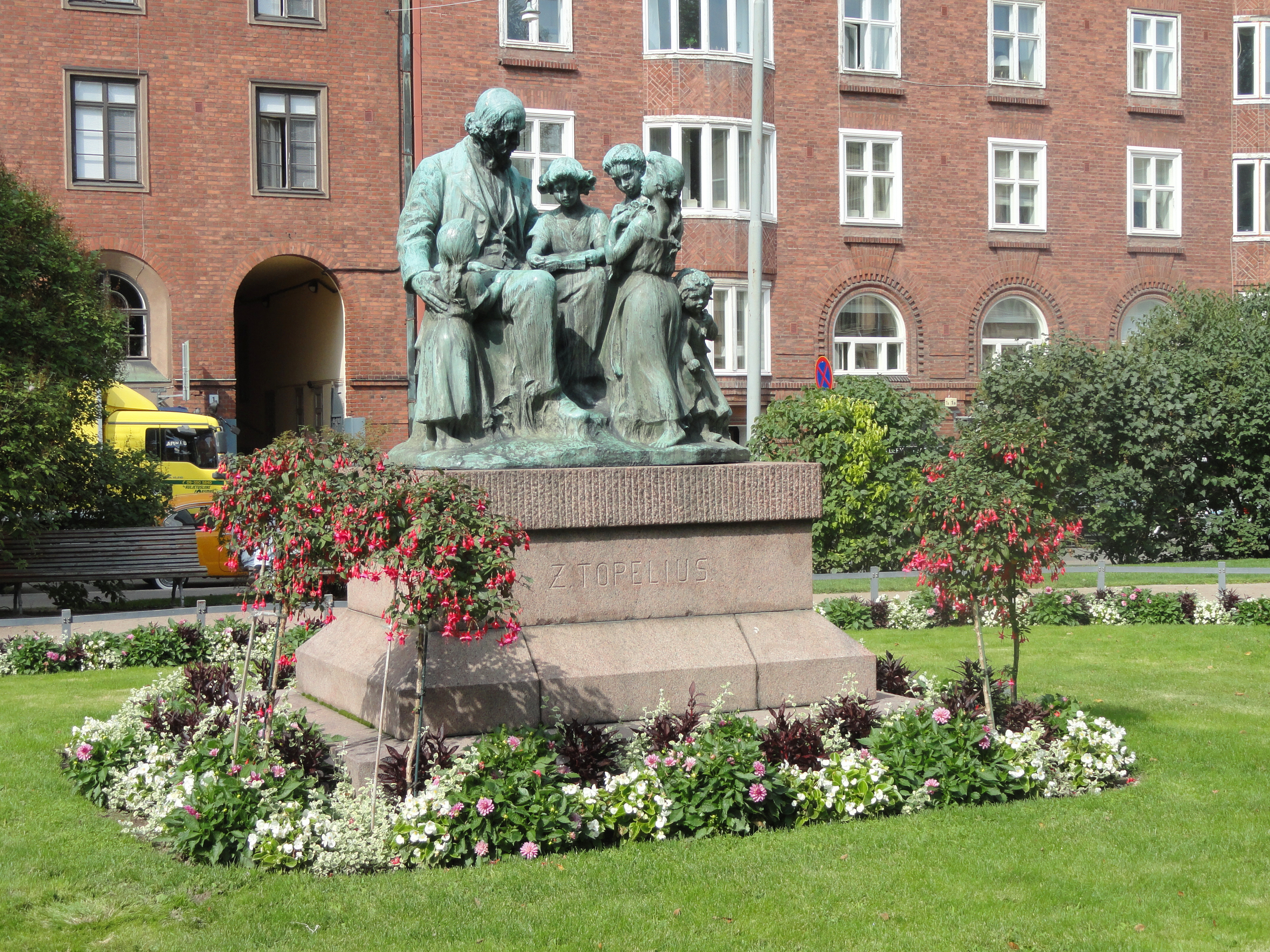
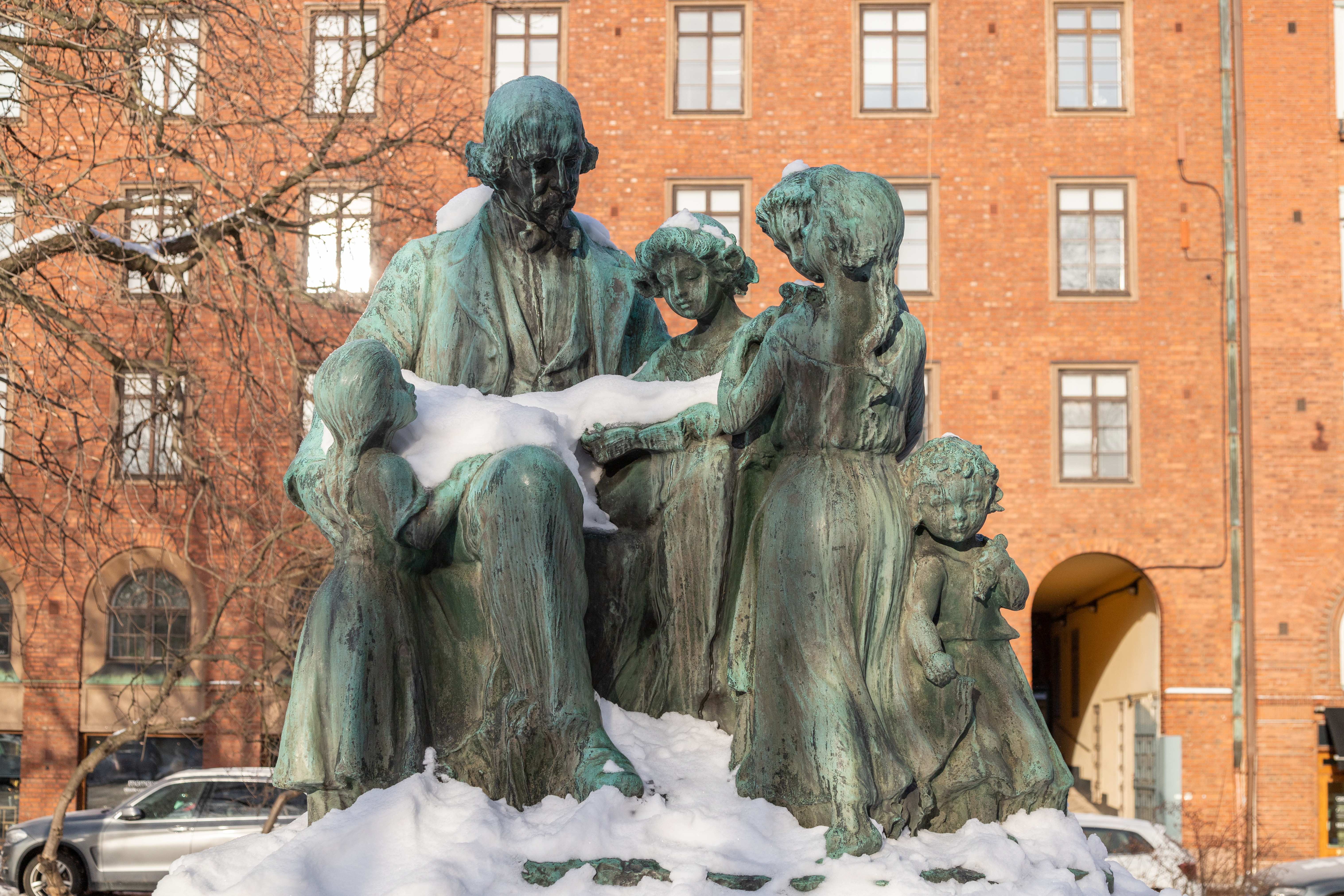
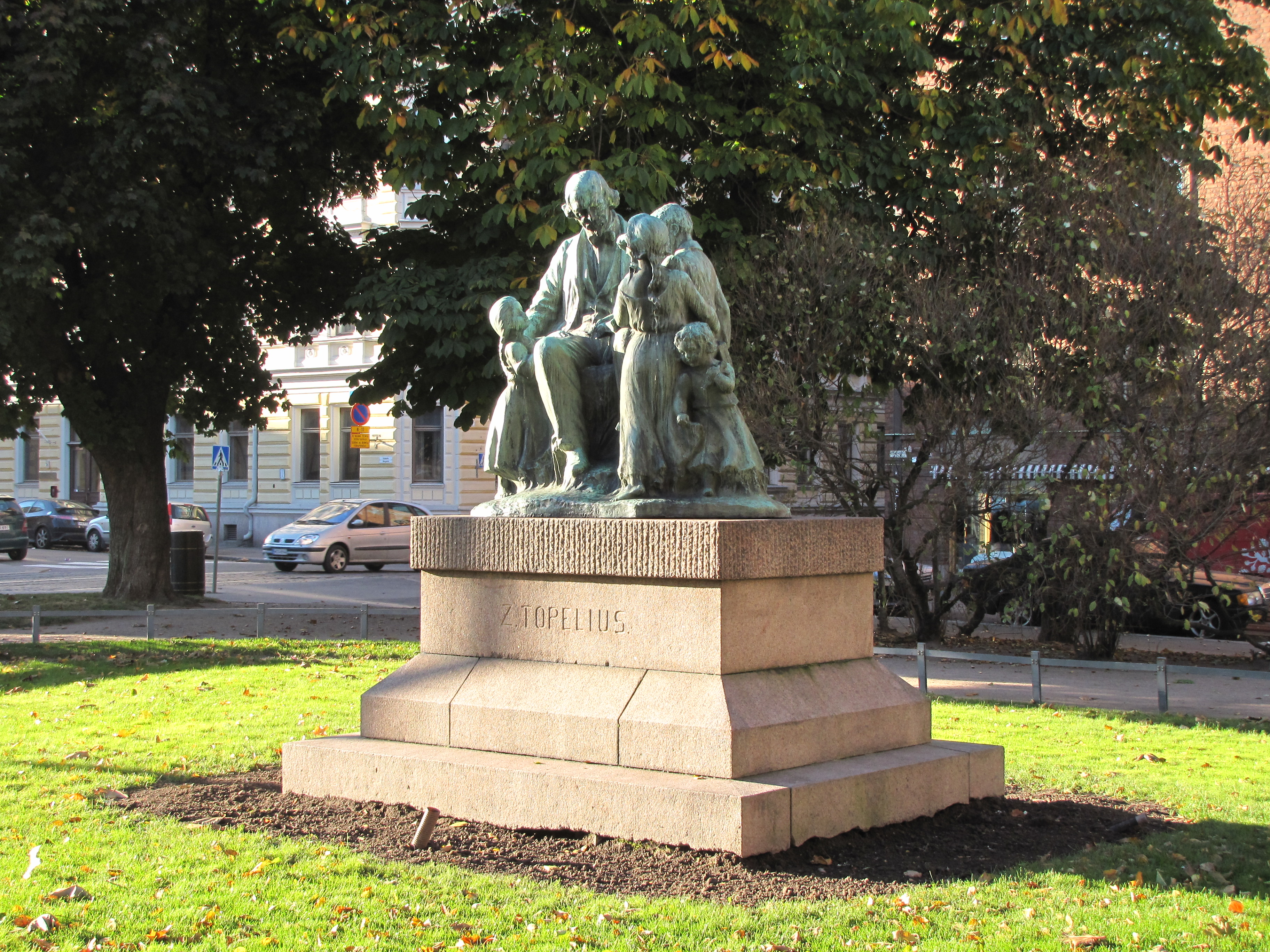